# Mold (album zespołu Mold)
Mold – pierwszy album grupy Mold, wydany w październiku 2002.

## Lista utworów
1. Gallery 3:57
2. Maskarada 4:00
3. Wszędzie Cynamon 4:53
4. Spostrzeżenie 3:23
5. Pragnąc 4:20
6. Sama 3:06
7. E.O.M 4:06
8. Spór 4:52
9. Cofnąć czas 3:24
10. Fantazmat 4:07
11. Zanim Zniknę 4:51
12. Wszędzie Cynamon (wersja singlowa) 3:52

## Wideografia
- "Wszędzie Cynamon" (2002)
- "Zanim Zniknę" (2003)